# Der junge Baron Neuhaus
Der junge Baron Neuhaus ist ein deutscher Spielfilm aus dem Jahre 1934 von Gustav Ucicky mit Viktor de Kowa in der Titelrolle und Käthe von Nagy in der weiblichen Hauptrolle. Die Geschichte basiert auf dem gleichnamigen Bühnenstück (1933) von Stefan von Kamare.

## Handlung
Wien im Jahr 1753. Die junge Kaiserin Maria Theresia will ein leuchtendes Vorbild für ihre Landsleute sein, deren Moral ihr jedoch Sorgen bereitet. Vor allem „fensterlnde“ junge Männer, also jene Herren, die des Nachts in die Schlafgemächer mutmaßlich keuscher, unschuldiger, junger Damen einsteigen, erregen ihren Zorn. Die Monarchin plant daher, dringend etwas an dieser „Unsitte“ zu ändern und sucht für ihr Vorhaben moralisch-sittlich gefestigte Bundesgenossen.
Eines Tages wird Ihrer Majestät der angeblich sittsame Baron Neuhaus empfohlen, auf die ihre Hofdame, Gräfin Christl Palm, ein Auge geworfen hat. Um bei der Kaiserin zu punkten, befolgt der junge Baron Neuhaus einige Ratschläge der jungen Toni, die bei Gräfin Palm als Kammerzofe dient. Baron Neuhaus möchte sich eines Nachts dafür bei Toni bedanken und huscht, so glaubt er, unbemerkt durch ein geöffnetes Fenster ins Zimmer der Kammerzofe. Als ein Wachposten das geöffnete Zimmer bemerkt und davor Fußspuren entdeckt, gibt der brave Mann sofort Alarm. Mit Müh‘ und Not kann Neuhaus entkommen und versteckt sich in einer Regentonne. Prompt fängt es an zu schütten, die Tonne füllt sich, und der junge Baron Neuhaus wird pitschenass. Auf dem Heimweg lässt er dann auch noch versehentlich ein von Toni ausgeborgtes Gewand zurück, dass ihrem Onkel, dem K.u.K. Ofenheizer Stockel, einem kreuzbraven, kleinen Mann fortgeschrittenen Alters, gehört.
Der Fall ruft in allerhöchsten Kreisen offene Empörung hervor. Wieder so ein Sittenunhold, vermutet die Kaiserin, und beauftragt auf Rat Gräfin Palms ausgerechnet Baron Neuhaus, der zum Richter ernannt wird, mit der Untersuchung dieses Falls. Der arme, unschuldige Stockel gerät aufgrund seines zurückgelassenen Gehrocks ins Zentrum des Fensterl-Verdachts, woraufhin Neuhaus gegenüber Gräfin Christl gesteht, selbst der „Sünder“ gewesen zu sein. Dann begibt er sich zur Kaiserin, um seine „Missetat“ zugestehen. Christl kommt hinzu und behauptet, Neuhaus sei in Tonis Zimmer geklettert, um von dort zu ihr zu gelangen. Sie habe es ihm erlaubt, und alles sei vollkommen sittsam zugegangen. Maria Theresia nimmt gerade die Huldigungen anlässlich ihres Geburtstages entgegen, und deshalb wird ein großes Reiterfest gegeben. Bei einem Reitwettkampf wird Christl ein Ring zuerkannt. In alter Tradition darf die Gewinnerin dieses Rings selbigen an denjenigen Mann weitergeben, den sie liebt. Und so kommt Baron Neuhaus in den Besitz des Schmuckstücks und kann daher demnächst die Gräfin freien. Der von der Kaiserin befürchtete Skandal ist damit abgewendet.

## Produktionsnotizen
Der junge Baron Neuhaus entstand zwischen Ende Mai und Mitte Juli 1934 den UFA-Studios von Neubabelsberg und in Wien (Außenaufnahmen). Der Film wurde am 14. September 1934 in Berlins UFA-Palast am Zoo uraufgeführt.
Günther Stapenhorst hatte die Herstellungsleitung, Otto Lehmann die Aufnahmeleitung. Erich von Neusser war Produktionsassistent. Robert Herlth und Walter Röhrig gestalteten die Filmbauten. Alois Melichar hatte die musikalische Leitung. Kurt Hoffmann assistierte Regisseur Ucicky.
In Zusammenarbeit mit dem Franzosen Henri Chomette, der für die französische Dialogregie verantwortlich zeichnete, inszenierte Ucicky mit Nuit de mai auch die französische Filmfassung.

## Kritiken
„Vielleicht reichte die kleine Geschichte … für zwei Stunden Leinwandvergnügen nicht aus. Vielleicht aber war Viktor de Kowa in den letzten Filmjahren zu oft der „möblierte Herr“ unserer Tage, so dass man ihm den Baron des 18. Jahrhunderts nicht so recht glaubte. (…) Ohne Gustav Ucicky wäre dieser schöne Kostümfilm an der Blutleere des Stoffes beinahe gescheitert, so aber haben Regiekunst, Ausstattung, Prachtbauten und Kostüme die Öde der Handlung doch noch ausgeglichen und etwas Solides, Gekonntes und virtuos Durchgearbeitetes auf die Beine gestellt … Käthe von Nagy als Gräfin Palm ist eine Aristokratin in der Kultur der Sprache und der Disziplin jeder Bewegung. (…) Ganz tändelndes, lachendes, strahlendes Wien ist Christel Mardayn. Ein süßes Mädel, das von ungebändigter Lebensfreude vibriert.“

Im Filmdienst ist folgendes zu lesen: „UFA-Komödie, die sich über die Engstirnigkeit allzu eifriger Sittenwächter amüsiert.“